# Eothinia eukolpa
Eothinia eukolpa is een raderdiertjessoort uit de familie Notommatidae. De wetenschappelijke naam van deze soort is voor het eerst geldig gepubliceerd in 1940 door Myers.